# Tridax venezuelensis
Tridax venezuelensis là một loài thực vật có hoa trong họ Cúc. Loài này được Aristeg. & Cuatrec. miêu tả khoa học đầu tiên năm 1964.